# Возняк Григорій Михайлович
Григо́рій Миха́йлович Возня́к (нар. 24 листопада 1933 року, с. Розжалів) — математик, педагог, методист, кандидат педагогічних наук (1979), доцент (1982) кафедри математики і методики її викладання фізико-математичного факультету ТНПУ ім. В. Гнатюка, (спів)автор підручників, посібників, методичних та дидактичних праць з математики, , дійсний член Наукового товариства імені Шевченка.

## Біографія
Народився 24 листопада 1933 (за іншими даними — 1934) року в Розжалові Радехівського району Львівської області в селянській сім'ї. У 1935 році сім'я переїхала до сусіднього села Бишова. З 1940 по 1947 рік навчався у Бишівській семирічній школі.
З 1948 по 1952 рік навчався в Сокальському педагогічному інституті.
З 1952 по 1955 — працював учителем математики і фізики Красносільської семирічної школи Збаразького району Тернопільської області. З 1955 по 1957 — працював учителем математики і фізики Острівської семерічної школи Забузького району. З 1957 по 1959 — працював учителем математики і фізики Тетевецької семерічної школи. З 1959 по 1976 — працював учителем математики Корчинської середньої школи. Водночас заочно навчався в Львівському університеті на механіко-математичному факультеті, який закінчив у 1962 році.
З 1977 по 1980 — працював викладачем математики в Луцькому педагогічному інституті. У 1979 році захистив кандидатську дисертацію з питань прикладного спрямування шкільної математики.
17 червня 1980 року обраний на посаду викладача кафедри математики Тернопільського педагогічного інституту ім. О. Галана. З 2006 на пенсії, але продовжив науково-освітню роботу.

### Родина
Дружина — Живко Наталія Йосипівна — вчителька української мови та літератури. Після одруження, разом з чоловіком з 1957 по 1959 рік працювала у Тетевчицькій семирічній школі. В 1959 році народився син Олег, який у майбутньому закінчив будівельний факультет Львівського політехнічного інституту.

## Наукова робота
Автор шкільних підручників з математики й алгебри (деякі з них перекладені польською, румунською, угорською мовами), праць з методики викладання математичних дисциплін, розвідок з історії математики, зокрема «Математики — дійені члени Наукового товариства ім. Т. Шевченка у Львові» (Т, 1994), статей у періодиці тощо. 

### Основні наукові публікації:
За ФФМ ТНПУ:
- Возняк Г. М., Маланюк К. П. Прикладная направленность школьного курса математики. — Киев: Радянська школа, 1984.
- Возняк Г. М., Литвиненко Г. М., Мальований Ю. І.  Алгебра. 8 клас. Підручник для загальноосвітніх навчальних закладів. — Видання друге. — Тернопіль: Навчальна книга — Богдан, 2003.
- Возняк Г. М., Сайкевич М. А. Уроки алгебри у 7 класі. — Тернопіль: Навчальна книга — Богдан, 2004.
- Возняк Г. М. Уроки геометрії у 8 класі. — Тернопіль: Підручники і посібники, 2004.[4]

## Визнання
- У історико-краєзнавчому музеї с. Корчин, розміщеному в приміщенні Корчинської загальноосвітньої школи, окремо розміщено матеріали про Григорія Михайловича Возняка, який працював у школі з 1959 по 1976 рік[2].